# Энтони, Тони
Тони Энтони — бывший трёхкратный чемпион мира по кун-фу.

## Биография
Тони Энтони родился в Англии в семье китаянки и итальянца. Поскольку родители считали, что Тони является причиной всех несчастий в семье (включая болезнь отца), мальчик не получил должной родительской заботы и внимания. Мать отослала Тони в Китай к совершенно чужим людям. Его жизнь в Китае стала похожа на кошмарный сон, который, казалось никогда не прекратится. Дед Тони был буддистским монахом и мастером кунг-фу. Так как это боевое искусство передавалось из поколения в поколение, Тони надлежало стать мастером кунг-фу. Жестокость деда не имела границ. Казалось, в этом человеке отсутствовало сострадание. Когда Тони исполнилось шесть лет, доведенный до отчаяния жестокостью деда, он решает его убить. Но эта дерзость дорого обошлась мальчику, наказание было ужасным. Дед полностью подчинил волю и личность Тони себе. Со временем Тони стал последователем буддизма. Он трижды отстаивал титул чемпиона мира по восточным единоборствам, и в 20 лет возвратился в Англию, где продолжил свои тренировки.
Также Тони работал, тренируя военных, которые готовились стать телохранителями. Вскоре Тони Энтони сам стал высокооплачиваемым телохранителем. Он охранял богатых людей, бизнесменов, а также посла одной арабской страны. Так как посол был картежником, он предложил Тони дополнительную оплату, за то, чтобы Тони выбивал долги. Он отказался, но смерть любимой девушки стала причиной того, что он встал на преступный путь. Сначала Тони выбивал долги, а потом начал грабить богатых людей, которые появлялись у него на пути. После переезда на Кипр Тони арестовала полиция. В 1989 году его осудили и поместили в центральную тюрьму Никосии (Кипр).

## Христианство
Там его посетил некто Майкл Райт, знакомство с которым стало поворотным моментом в жизни Тони. Искренний христианин, исполненный любовью к Богу и людям, Майкл, сыграл немаловажную роль в судьбе Тони. Именно он привел Тони к сознанию того, что только Христос может изменить жизнь и дать надежду на лучшее будущее. У Тони был очень тяжелый и трудный путь следования за Христом. В ноябре 1992 года Тони Энтони освобождают. Он возвратился в Англию и поселился в семье искренних христиан — Джона и Кэролин Нанн.
В июле 1995 года он женился на девушке-христианке по имени Сара. В 2000 году из-за своей невнимательности Тони сбивает женщину и попадает в тюрьму на 15 месяцев. Там он стал свидетелем о Христе заключенным, надзирателям и всем офицерам. После этого начался евангелизационный труд Тони.
В 2003 году он основал фонд "Аванти Министриз". Название позаимствовано из Великого поручения Иисуса: «Итак идите, научите все народы, крестя их во имя Отца и Сына и Святаго Духа, уча их соблюдать все, что Я повелел вам». Задание Аванти — сотрудничать с поместными церквями, помогая им доносить Благую Весть Иисуса всем людям.
В начале 2004 года Тони посвятил себя евангелизационному служению в школах, тюрьмах, домах престарелых. Посещает многие страны, проводя семинары по подготовке евангелизационных служений.